# 불안
불안(不安) 또는 '불안감'이란 특정한 대상이 없이 막연히 나타나는 불쾌한 정서적 상태, 안도감이나 확신이 상실된 심리 상태이다. 신체적 혹은 정신적으로 분명한 위협을 인지하였을 때 나타나는 공포와는 다른 감정일뿐만아니라 안정이 되지 않는 심리적인 상태나 감정을 의미하거나 또는 생물학적으로 어떠한 위험이 개체의 존재를 위협할 수 있다는 가능성을 지각함으로써 불확실한 미래에 대처하는 효과적인 문제해결과정에서 발현하는 정서 상태를 지칭하기도 한다.
불안은 막연하고 초점이 없는 불편감과 걱정이고, 상황을 위협적으로 과잉해석하여 나타나는 반응이다. 근육의 긴장, 안절부절, 피로, 숨이 차는 느낌, 복부의 긴장감, 메스꺼움, 집중력 저하 등이 동반되곤 한다. 불안은 공포와 밀접하게 관련되어 있는데, 공포는 투쟁-도피 반응 등 인지된 즉각적인 위협에 대한 반응이나, 불안은 두려움을 포함한 미래의 위협에 대한 예상과 관련이 있다. 불안을 겪는 사람들은 과거에 불안을 유발했던 상황을 회피하려 할 수 있다.
특정 사건에 대한 불안은 발달과정에서 적절 시기를 넘어 지속될 수 있는데, 이는 범불안장애, 공황장애 등의 불안 장애 중 하나로 발전할 수 있다.
성인의 경우 약 6개월 동안 과도하거나 지속적으로 불안감을 느낄 경우 불안장애로 진단할 수 있다. 불안 장애는 가장 지속적인 정신 문제 중 하나이며 수십 년간 지속되는 경우도 있다. 불안은 또한 강박장애, 외상 후 스트레스 장애와 같은 다른 정신 장애에서도 나타날 수 있다.

## 정상적인 불안
불안 또는 불안감은 심리학 또는 신경생리학적인 측면에서 조차 싸움-도주 반응에서처럼 인간을 포함한 수많은 동물들의 생존에 주요한 역할을 담당하는 한 축을 이루며 정상적이고 건강한 기능을 전제로 안정감(또는 행복감)과 함께 정서적으로 신체의 건강한 수준을 유지하는 데 꼭 필요한 감정이다.

## 분야별 의미

### 실존주의에서의 불안
실존주의에서의 불안은 인간의 근본적인 모순에서 발생하는 정신현상이다. 키에르케고르는 불안을 유한과 무한, 시간과 영원성, 자유와 필연 등 인간의 근본적인 모순에서 비롯되는 것이라고 한다. 하이데거에게 불안은 현존재와 세계 사이에 가로놓여진 무의 자각에서 생겨난다. 사르트르는 즉자와 대자 사이에 선험적인 무가 있으며 따라서 주체는 존재와 비존재의 불일치를 근본적으로 해결할 수 없는 상황에 놓여 있는데 이러한 모순을 하나의 의식 속에 통일시키려는 노력 속에서 인간이 자신의 실존(불일치)에 불성실한 존재로 살아갈 때 불안이 발생한다고 보았다. 여기에서의 불안은 모두 단순한 심리현상이 아닌 인간존재의 불가피한 조건에 해당한다.

### 신경과학에서의 불안
공포가 위협적인 상황에 처했을 때 생존을 위하여 상황을 회피하거나 맞설 수 있도록 근육에 긴장을 높이고 교감신경계와 부교감신경계의 흥분을 유발하여 위협적 상황에 대처할 수 있도록 신체적, 정신적 준비를 하는 적응적 기능을 한다면, 이러한 위협적 상황이 없을 때에도 염려와 긴장을 포함한 정서적 불편감을 경험하게 되는 것을 불안이라고 한다. 때로는 공포스러운 상황에 있더라도 그 신체적, 정신적 반응이 지나칠 때에는 비적응적이 되고 기능저하를 유발하여 병적인 상황에 이를 수 있다.

### 정신분석학에서의 불안
프로이트는 불안이나 공포는 리비도가 가로막혀 성적 출구를 찾지 못해서 일어나는 것으로 보았다. 1926년 프로이트는 위험에 대한 신호라고 보고 분리불안에서 불안이 기원한다고 주장하며 자신의 이론을 구체화했다. 해리 스택 설리반의 경우 불안을 자존심과 자기 존중이 위협받을 때 느끼는 감정이라고 보았다. 프로이트가 이러한 감정을 피하기 위해 방어기제가 작동된다고 보았고 설리반은 안전작동(security operation)이 발휘된다고 보았다.

### 심리학에서의 불안
불안에 대한 진화심리학적 추측은 불안감이 잠재적 위협을 벗어날수있는 심리적 각성 상태를 제공하기 때문이다. 또한, 불안감은 잠재적 위협을 회피하게 만들며, 더 안전한 행동을 추구하게 만든다. 통계학적으로 불안증 환자들은 사고에 의한 사망률이 매우 낮다.
불안은 심리학에서 특정한 대상이 없이 막연히 나타나는 불쾌한 정서적 상태 또는 안도감이나 확신이 상실된 심리 상태이다. 이러한 맥락에서 불안은 죽음,이별,죄책감,건강등 다양한 요인이 관여할 수 있다고 알려져있다.
한편 HAM-A(Hamilton Anxiety Scale)을 이용하여 피험자의 불안 상태를 정량적으로 측정할 수 있다. 이 척도는 근심, 긴장, 공포, 불면, 신체적 불편함 등을 포함한 14가지 변수를 이용하여 불안 수치를 나타낸다.

## 증상
만약 불안이 임상적 조건에서 심각하고 장기적으로 지속된다면 삶의 질을 떨어뜨리는 일상 증상으로서 만성불안(chronic anxiety) 혹은 범불안장애(generalized anxiety disorder), 그리고 급발성 스트레스성 공황발작(panic attack)이 동반되는 급성불안(acute anxiety)등으로 진행할수도 있다. 개인에 따라 횟수, 강도, 빈도에 따라 불안 증상은 범위를 나눌 수 있다. 거의 모든 사람들이 일생에서 불안을 경험하지만 불안이 장기적인 문제가 되지는 않는다. 불안은 정신의학적 증상과 생리학적 증상을 유발할 수 있다.

### 정신의학적 증상
불안은 우울과의 연관성이 지속적으로 보고되고 있다.
불안의 긍정적 효과는 과거 불안이나 부정적 감정을 일으킨 상황으로부터 회피하게 하는 것이다. 다른 영향으로는 수면 패턴이나 습관의 변화가 있으며, 음식물 섭취가 증가하거나 감소하며, 다리떨기와 같은 운동신경상의 긴장(motor tension)이 증가한다.
불안이 감정에 끼치는 영향으로는, 걱정 혹은 두려움 유발, 집중력 장애, 긴장 혹은 경련, 부정적인 생각, 예민함, 안절부절 못함, 위험한 일이 생길 것 같은 징후를 주시하거나 위험한 일이 발생하지 않을까 하는 상태, 마음이 텅 빌 것 같은 느낌 등이 있다. 그외에도 악몽이나 흉몽, 기분에 사로잡힌 상태, 기시감(déjà vu), 자기 마음에 걸리는 듯한 느낌, 모든 것이 무섭게 느껴지는 것 등이 있다. 또한 기억이 어렴풋하거나 무기력한 느낌 등이 있다.
불안이 인지에 끼치는 영향으로는, 죽음에 대한 공포와 같은 위험한 사건이 벌어질 것이라는 의심이 있다. 가슴 통증이 심각한 심장질환이라고 생각한다든지 혹은 머리속 쏘는 듯한 통증이 뇌종양이나 동맥류라고 생각한다든지 하는 공포를 느낄수도 있다. 죽음에 대하여 생각할 때 강렬한 공포를 느끼거나, 죽음에 대하여 상식 이상으로 자주 느끼거나 마음에서 지워버리지 못할 수도 있다.

### 생리학적 증상
- 신경계통(Neurological) : 두통(headache), 지각이상(paresthesias), 섬유속연축(fasciculations), 현기증(vertigo), 전실신증상(presyncope)
- 소화기계통(Digestive) : 복통(abdominal pain), 메스꺼움(nausea), 설사(diarrhea), 소화불량(indigestion), 입마름(dry mouth), 볼루스(bolus, 음식물 덩어리가 위에서 소화되지 못하고 덩어리가 유지되는 것)
- 호흡기계통(Respiratory) : 숨참(shortness of breath), 한숨(sighing breathing)
- 심장계통(Cardiac) : 두근거림(palpitations), 심계항진(tachycardia), 흉통(chest pain)
- 근육계통(Muscular) : 피로감(fatigue), 진전증(tremors), 근육강직성경련(tetany)
- 피부계통(Cutaneous) : 발한(perspiration), 가려움(itchy skin)
- 비뇨기계통(Uro-genital) : 빈뇨(frequent urination), 급뇨(urinary urgency), 성교통(dyspareunia), 발기부전(impotence), 만성골반통증후군(chronic pelvic pain syndrome), 불안 상태에서 분비된 스트레스 호르몬은 장기능에 영향을 주고 과민성대장증후군(IBS)으로 발전하거나 이를 악화시키는 신체 증상을 보일 수 있다.

## 불안장애
불안장애(Anxiety disorder)는 정신장애(mental disorder)의 한 군(group)으로 불안과 공포(fear) 반응이 과장된 느낌을 특성으로 한다. 불안은 미래에 대한 우려이지만 공포는 현재 사건에 대한 반응이다. 불안 감정은 빈맥(tachycardia, fast heart rate)이나 떨림(shakiness)과 같은 신체적 증상을 일으킨다. 불안 장애의 종류는 많다. 범불안장애(generalized anxiety disorder), 특정공포증(specific phobia), 사회불안장애(social anxiety disorder), 분리불안장애(separation anxiety disorder), 광장공포증(agoraphobia), 공황장애(panic disorder), 선택적 함묵증(selective mutism) 등이 있다. 야기할 증상에 따라 이러한 장애는 서로 다르다. 사람들은 보통 하나의 불안 장애 이상을 갖고 있다.
불안장애는 유전적 환경적 요인이 복잡하게 얽혀 야기된다. 진단을 받는 데에는, 증상이 보통 최소 6개월 지속되고, 상황에 대하여 발생할 것이라고 기대되는 것보다 많으며, 일상에서 기능하는 능력을 떨어뜨린다. 비슷한 증상을 일으킬 기타 문제는 갑상선 기능 항진증(hyperthyroidism), 심장병, 카페인, 알코올, 대마, 특히 일부 약물 금단 증상이다.
치료가 없으면 불안장애는 계속 남는다. 치료는 일상생활 변화, 상담 및 심리치료, 약물 등이다. 상담은 인지행동치료(cognitive behavioral therapy, CBT)가 있다. 항우울제(antidepressants)나 베타 차단제(beta blockers)와 같은 약물은 증상을 완화한다. 2023년 리뷰에 의하면 규칙적인 신체 활동은 불안 감소에 효과가 있다.
약 12%의 사람들은 한 해에 하나의 불안장애에 시달리며 12-30% 사이의 사람들은 삶의 어느 한 시점에서 불안장애를 앓기도 한다. 남성보다 여성에서 두 배 더 자주 발생하며, 보통 25세 이전에 시작된다. 가장 흔한 불안장애는 인생의 몇몇 시점에서 약 12%가 앓고 있는 특정공포증(specific phobia)이며, 약 10%가 앓고 있는 사회불안장애(social anxiety disorder)이다. 이러한 장애들은 15-35세 사이에 가장 많이 발생하고, 55세 이후로는 덜하다. 미국과 유럽에서 발병률이 비교적 높다.

### 단•장기 불안
불안은 단기적 '상태(state)'이거나 장기적 '특질(trait)'일 수 있다. 특질 불안(trait anxiety)은 미래 사건에 대한 우려를 의미한다면, 불안장애는 불안과 공포 느낌을 특성으로 하는 정신장애이다.

### 불안을 느끼는 네 가지 길
Anxious: The Modern Mind in the Age of Anxiety라는 저서에서, 조셉 르두(Joseph E. LeDoux)는 뇌기반렌즈(brain-based lens)를 통하여 네 가지 불안 경험을 검증하였다.
1. 기존의 혹은 즉시 일어날 수 있는 외부 위협이 있는 상태에서, 당신은 그 사건과 사건이 물리적 혹은 심리적 안녕에 미칠 영향에 대하여 걱정한다. 위협 신호가 생기면 위험이 현존하거나, 가까운 시일이나 공간에 있다고 느끼거나, 미래에 곧 다가올 것이라는 조짐이 된다. 뇌에 의한 비의식적 위협(nonconscious threat) 프로세싱은 방어적 생존 회로를 활성화하여 뇌내 정보 프로세싱의 변화를 야기하고, 일부는 흥분이나 행동적 심리적 반응이 증가하는 것으로 제어되며, 그에 따라 흥분이나 반응이 뇌에 피드백을 하고 뇌내 정신생리적 변화를 수행하면서 이를 강화하고 지속을 확장한다.
2. 어떤 신체 감각을 인지하면, 그것이 신체적 심리적 란녕에 어떠한 의미일지에 대하여 걱정한다. 일부는 특히 신체 신호에 민감하듯이, 촉발 자극(trigger stimulus)은 외부의 것이 아니라 내부일 수 있다.
3. 생각이나 기억이 신체적 심리적 안녕을 석정하게 할 수 있다. 내외 자극이 발생해도 불안할 필요가 없다. 과거의 트라우마(trauma)나 공황발작(panic attack)에 대한 삽화기억(episodic memory)은 방어 회로를 활성화하기에 충분하다.
4. 생각과 기억은 의미있는 삶을 주도하는 것 혹은 죽음이라는 만일의 사태에 대한 걱정과 같은 현존하는 두려움을 일으킬 수 있다. 일례로 한 사람의 삶이 의미가 있었는지, 죽음을 피할 수 없다는 것, 도덕적 가치가 있는 결정을 내리기 어렵다는 것 등을 미리 예상하는 것이 그것이다. 이러한 것은 반드시 방어 체계를 활성화하지는 않는다. 인식 불안(cognitive anxiety)의 일종이다.

## 같이 보기
- 희망
- 상호이타주의
- 우울감
- 공격성
- 불안 장애